# Open Source Development Labs
Open Source Development Labs – założona w 2000 roku organizacja niedochodowa, której celem było wspieranie rozwoju Linuksa. 22 stycznia 2007 połączyła się z organizacją Free Standards Group tworząc Linux Foundation. Członkami założycielami są IBM, HP, CA, Intel i NEC.